# Бутурлин, Фёдор Иванович
Фёдор Иванович Бутурлин (годы рождения и смерти неизвестны) — воевода в правление царя Ивана Васильевича Грозного.

## Биография
Представитель дворянского рода Бутурлиных. Сын боярина и воеводы Ивана Никитича Бутурлина-Всячины (ум. 1538). Брат — Иван Иванович Бутурлин.
В 1551 году — Фёдор Иванович Бутурлин упоминается в списке московских детей боярских.
В 1555 году — наместник в Козельске, с мая «воевода без места» в Казани.
В 1556 году — второй воевода в Казани, откуда в сентябре вместе с боярином Петром Васильевичем Морозовым участвовал в карательном походе против восставших луговых черемис.
1558 год — шестой воевода в Юрьеве Ливонском.
В 1559 году — в качестве сотенного головы участвовал в походе полков под командованием князя Михаила Ивановича Воротынского против крымских татар.
1560 год — третий осадный воевода в Юрьеве Ливонском.
В 1561 году Ф. И. Бутурлин был отправлен навстречу ногайским послам для их охраны на пути к царю
В 1562 году — пятый воевода в Великих Луках, откуда направлен вторым воеводой в Торопец (вместе с Александром Ивановичем Вяземским), затем в полках под командованием служилого татарского царя Симеона Бекбулатовича участвовал в походе на ВКЛ.
1563(4)—1565 годы — второй воевода в Юрьеве Ливонском (Дерпте).
Умер бездетным.